# Immunitat cel·lular
La immunitat cel·lular és una resposta immunitària que no implica anticossos ni el sistema del complement, sinó l'activació de macròfags, cèl·lules NK, limfòcits T citotòxics antigen-específics, i l'alliberament de diverses citocines (interleucines) en resposta a un antigen. Històricament, el sistema immunitari se separava en dues parts: la immunitat humoral, en la qual la funció protectora de la immunització es podia trobar a l'humor (líquid corporal extracel·lular o sèrum) i la immunitat cel·lular, en la qual la funció protectora de la immunització estava associada a les cèl·lules. Els limfòcits CD4 o col·laboradors ofereixen protecció contra diferents patògens.
Els limfòcits T citotòxics són les cèl·lules encarregades de dur a terme la resposta cel·lular. Eliminen les cèl·lules de l'organisme infectades per virus o altres patògens intracel·lulars, les cèl·lules canceroses i les cèl·lules empeltades. Aquest procés es pot dividir en una fase d'activació i una fase efectora.
La fase d'activació consisteix a reconèixer quines cèl·lules han de ser eliminades. Per exemple, quan un virus infecta un organisme, els macròfags l'engloben i degraden part de la proteïna viral en fragments. Els antígens presentats a la membrana de la cèl·lula del macròfag units amb el complex MHC II s'uneixen amb els limfòcits T col·laboradors. Els limfòcits Th alliberaran interleucines que provocaran l'activació i la proliferació de limfòcits T citotòxics específics contra el patogen detectat.
En la fase efectora, els limfòcits T citotòxics actius («cridats per les interleucines») surten dels ganglis limfàtics i van cap a la zona infectada. Un cop allà, es combinen amb les cèl·lules infectades mitjançant el complex d'incompatibilitat principal de classe I (MHC I, de l'anglès major histocompatibility complex) a la seva superfície i secreten perforines que provoquen la lisi de la cèl·lula o els limfòcits Tc s'uneixen a uns receptors específics i s'inicia la mort cel·lular (apoptosi).
Els dos mecanismes (lisi cel·lular i apoptosi) treballen conjuntament per eliminar les cèl·lules infectades. Els limfòcits Tc poden eliminar més d'una cèl·lula.
Per tant, la immunitat cel·lular protegeix el cos per mitjà de: a) l'activació de limfòcits T citotòxics antigen-específics que són capaços de produir apoptosi en les cèl·lules somàtiques que presentin epítops d'antígens aliens a la superfície, com ara cèl·lules infectades per virus, cèl·lules amb bacteris intracel·lulars, i cèl·lules canceroses que presentin antígens tumorals; b) l'activació de macròfags i cèl·lules NK (de l'anglès natural killer), permetent-los destruir patògens intracel·lulars; i c) l'estimulació de cèl·lules perquè secretin una varietat de citocines que influeixen en la funció d'altres cèl·lules implicades en la resposta immunitària adaptativa.
La immunitat cel·lular actua principalment contra microorganismes que sobreviuen en fagòcits i microorganismes que infecten cèl·lules no fagocitàries. És especialment eficient a l'hora d'eliminar cèl·lules infectades per virus, però també participa en la defensa contra fongs, protozous, càncer i bacteris intracel·lulars. També té un paper destacat en el rebuig de trasplantament.